# Temporada 1958-59 de los Minneapolis Lakers
La temporada 1958-59 fue la undécima de los Minneapolis Lakers en la NBA. La temporada regular acabó con 33 victorias y 39 derrotas, ocupando el segundo puesto de la División Oeste, clasificándose para los playoffs, en los que llegarían a las finales donde caerían derrotados por los Boston Celtics.

## Elecciones en elDraft
| Ronda | Puesto | Jugador        | Posición  | Nacionalidad   | Universidad    |
| ----- | ------ | -------------- | --------- | -------------- | -------------- |
| 1     | 1      | Elgin Baylor   | Alero     | Estados Unidos | Seattle        |
| 2     | 8      | Steve Hamilton | Ala-Pívot | Estados Unidos | Morehead State |
| 3     | 16     | Boo Ellis      | Alero     | Estados Unidos | Niagara        |

## Temporada regular
| División Oeste       | División Oeste | División Oeste | División Oeste | División Oeste | División Oeste | División Oeste | División Oeste | División Oeste |
| Equipo               | G              | P              | %              | PD             | Casa           | Fuera          | Neutral        | Div            |
| -------------------- | -------------- | -------------- | -------------- | -------------- | -------------- | -------------- | -------------- | -------------- |
| x-St. Louis Hawks    | 49             | 23             | .681           | –              | 28–3           | 14–15          | 7–5            | 27–9           |
| x-Minneapolis Lakers | 33             | 39             | .458           | 16             | 15–7           | 9–17           | 9–15           | 18–18          |
| x-Detroit Pistons    | 28             | 44             | .389           | 21             | 13–17          | 8–20           | 7–7            | 17–19          |
| Cincinnati Royals    | 19             | 53             | .264           | 30             | 9–19           | 2–25           | 8–9            | 10–26          |

## Playoffs

### Semifinales de División
Minneapolis Lakers - Detroit Pistons
| Fecha       | Partido                                     | Ciudad      |
| ----------- | ------------------------------------------- | ----------- |
| 14 de marzo | Minneapolis Lakers 92, Detroit Pistons 89   | Minneapolis |
| 15 de marzo | Detroit Pistons 117, Minneapolis Lakers 103 | Detroit     |
| 18 de marzo | Minneapolis Lakers 129, Detroit Pistons 102 | Minneapolis |
|             | Minneapolis gana las series 2-1             |             |

### Finales de División
St. Louis Hawks - Minneapolis Lakers
| Fecha       | Partido                                        | Ciudad      |
| ----------- | ---------------------------------------------- | ----------- |
| 21 de marzo | St. Louis Hawks 124, Minneapolis Lakers 90     | St. Louis   |
| 22 de marzo | Minneapolis Lakers 106, St. Louis Hawks 98     | Minneapolis |
| 24 de marzo | St. Louis Hawks 127, Minneapolis Lakers 97     | St. Louis   |
| 26 de marzo | Minneapolis Lakers 108, St. Louis Hawks 98     | Minneapolis |
| 28 de marzo | St. Louis Hawks 97, Minneapolis Lakers 98 (OT) | St. Louis   |
| 29 de marzo | Minneapolis Lakers 106, St. Louis Hawks 104    | Minneapolis |
|             | Minneapolis gana las series 4-2                |             |

### Finales de la NBA
Boston Celtics - Minneapolis Lakers
| Fecha      | Partido                                    | Ciudad      |
| ---------- | ------------------------------------------ | ----------- |
| 4 de abril | Boston Celtics 118, Minneapolis Lakers 115 | Boston      |
| 5 de abril | Boston Celtics 128, Minneapolis Lakers 108 | Boston      |
| 7 de abril | Minneapolis Lakers 110, Boston Celtics 123 | St. Paul    |
| 9 de abril | Minneapolis Lakers 113, Boston Celtics 118 | Minneapolis |
|            | Boston gana las finales 4-0                |             |

## Estadísticas
| Rk | Jugador         | Edad | P  | PT | MP   | TC  | TCI  | %TC  | 3P | 3PI | %3P | TL  | TLI | %TL  | RO | RD | RT   | AS  | RB | TAP | BP | FP  | PTS  |
| 1  | Elgin Baylor    | 24   | 70 |    | 40.8 | 8.6 | 21.2 | .408 |    |     |     | 7.6 | 9.8 | .777 |    |    | 15.0 | 4.1 |    |     |    | 3.9 | 24.9 |
| 2  | Vern Mikkelsen  | 30   | 72 |    | 29.7 | 4.9 | 12.6 | .390 |    |     |     | 4.0 | 4.9 | .806 |    |    | 7.9  | 2.2 |    |     |    | 3.4 | 13.8 |
| 3  | Dick Garmaker   | 26   | 72 |    | 34.6 | 4.9 | 12.3 | .395 |    |     |     | 3.9 | 5.1 | .772 |    |    | 4.5  | 2.9 |    |     |    | 3.1 | 13.7 |
| 4  | Larry Foust     | 30   | 72 |    | 26.8 | 4.2 | 10.7 | .390 |    |     |     | 3.9 | 5.1 | .765 |    |    | 8.7  | 1.3 |    |     |    | 3.2 | 12.3 |
| 5  | Hot Rod Hundley | 24   | 71 |    | 23.4 | 3.6 | 10.1 | .360 |    |     |     | 2.3 | 3.1 | .752 |    |    | 3.5  | 2.9 |    |     |    | 2.0 | 9.6  |
| 6  | Slick Leonard   | 26   | 58 |    | 27.6 | 3.6 | 9.5  | .373 |    |     |     | 2.1 | 2.8 | .750 |    |    | 3.1  | 3.2 |    |     |    | 2.1 | 9.2  |
| 7  | Jim Krebs       | 23   | 72 |    | 21.9 | 3.8 | 9.4  | .399 |    |     |     | 1.3 | 1.7 | .748 |    |    | 6.8  | 0.7 |    |     |    | 2.9 | 8.8  |
| 8  | Ed Fleming      | 25   | 71 |    | 15.9 | 2.3 | 5.9  | .387 |    |     |     | 1.9 | 2.7 | .721 |    |    | 4.0  | 1.3 |    |     |    | 2.1 | 6.5  |
| 9  | Boo Ellis       | 22   | 72 |    | 16.7 | 2.3 | 5.3  | .430 |    |     |     | 1.4 | 2.0 | .708 |    |    | 5.3  | 0.8 |    |     |    | 1.9 | 5.9  |
| 10 | Steve Hamilton  | 23   | 67 |    | 12.6 | 1.6 | 4.4  | .371 |    |     |     | 1.1 | 1.6 | .679 |    |    | 3.3  | 0.5 |    |     |    | 2.1 | 4.4  |

## Galardones y récords
| Jugador      | Galardón                                                                          |
| Elgin Baylor | Mejor quinteto de la NBA Rookie del Año de la NBA MVP del All-Star Game de la NBA |